# AtheOS
AtheOS (сокр. от Athene Operating System) — это свободная операционная система для компьютеров x86 архитектуры. Ранее система носила название AltOS. Название операционной системы никогда не было связано с атеизмом.
Система первоначально предназначалась как аналог AmigaOS, но эта цель была позже оставлена. Разработка AtheOS была прекращена, на данный момент преемником AtheOS является проект ОС Syllable.

## История
AtheOS была полностью создана норвежским программистом Куртом Скёуэном (Kurt Skauen) в период с 1994 до начала 2000 года. AtheOS была явлена миру в марте 2000-го в сети Usenet. Хотя ОС лицензировалась как GNU GPL, Скёуэн колебался, принимать ли коды, «заплатки» и другие разработки и в итоге прекратил развитие проекта.
Однако то, что исходный код ОС был опубликован под лицензией GPL, позволило другим разработчикам в 2002 году начать разработку ответвления от AtheOS, названного Syllable (последняя версия которого была выпущена в 2012 году).

## Особенности
- Собственная родная 64-битная журналируемая файловая система AtheOS File System (обычно называемая AFS)
- Поддержка симметричных многопроцессорных систем
- Оригинальная, объектно-ориентированная GUI архитектура
- Реализация большей части положений стандарта POSIX
- Приоритетная многозадачность с многопоточностью
- C++ ориентированный API